# شیمی تعادلی
شیمی تعادلی(به انگلیسی: Equilibrium chemistry) شاخه ای از علم شیمیست که به مطالعه سیستم های تعادلی شیمیایی که در آن انرژی آزاد کمترین مقدار خود را دارد می پردازد.